# Рурмонд
Рурмо́нд (нидерл. Roermond, лимб. Remu(u)nj) — город и община в нидерландской провинции Лимбург, на реке Маасе, при впадении в неё реки Рур. 10 тысяч жителей (начало XX века). Бульвары на бывших крепостных валах. Католический собор XIV века, Мюнстер XIII века. Значительные шерстяные и хлопчатобумажные фабрики, красильни, писчебумажные фабрики. Скульптурные мастерские. Город получил права в 1231 году, в 1441 году он стал членом Ганзы. В 2004 году население составило 45 159 человек.
Город — центр католической епархии Рурмонда.

## Галерея

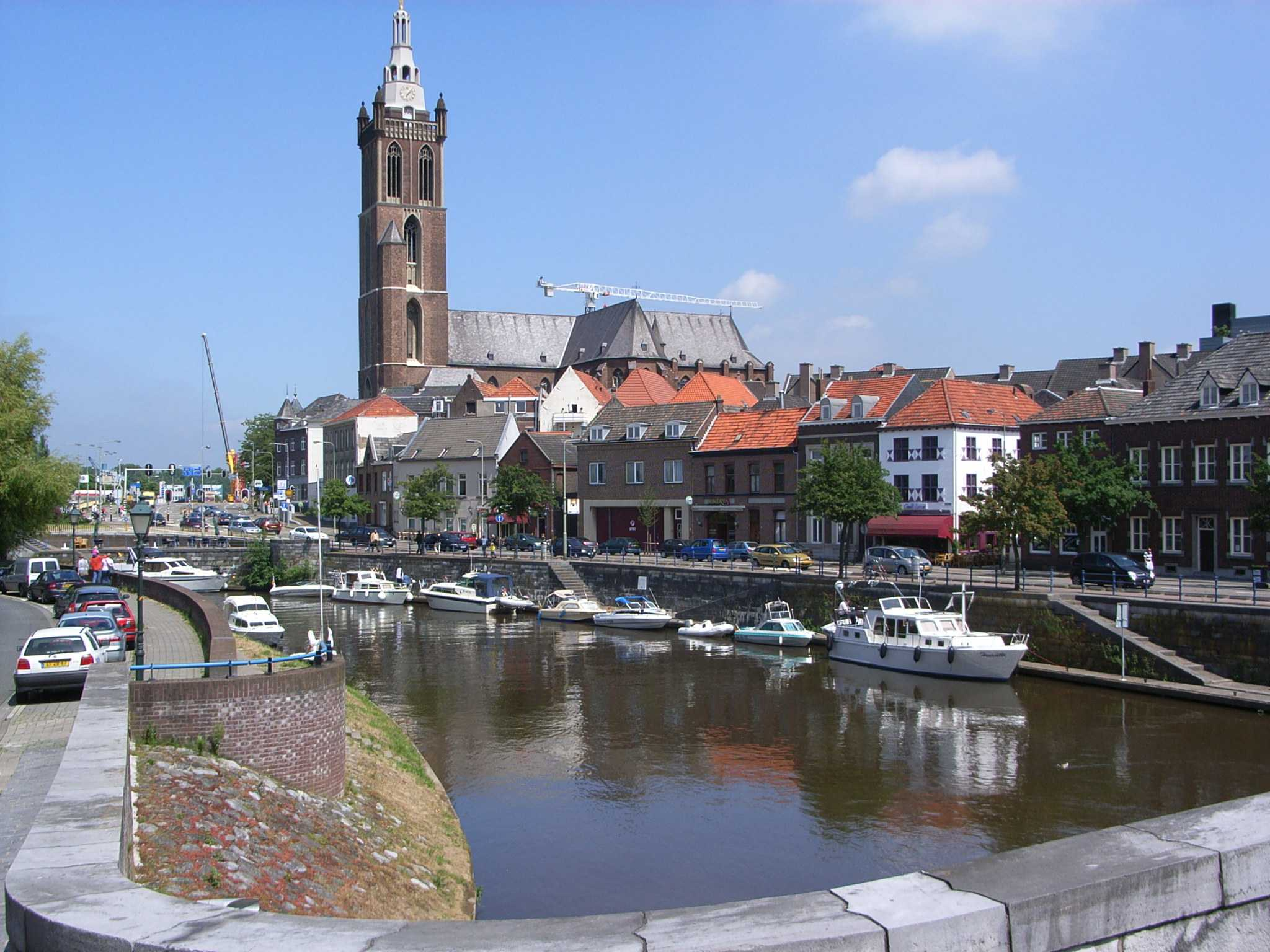
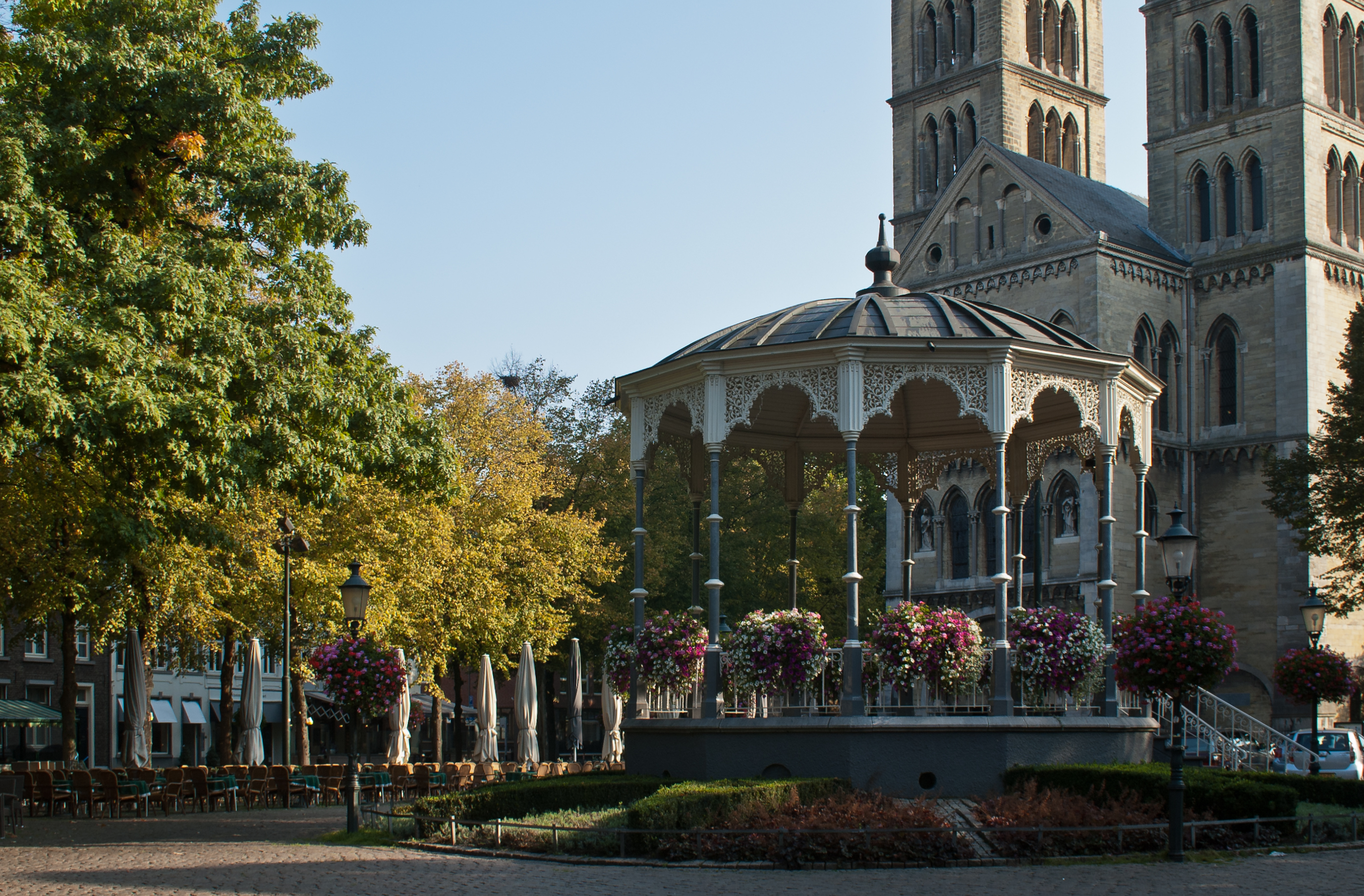
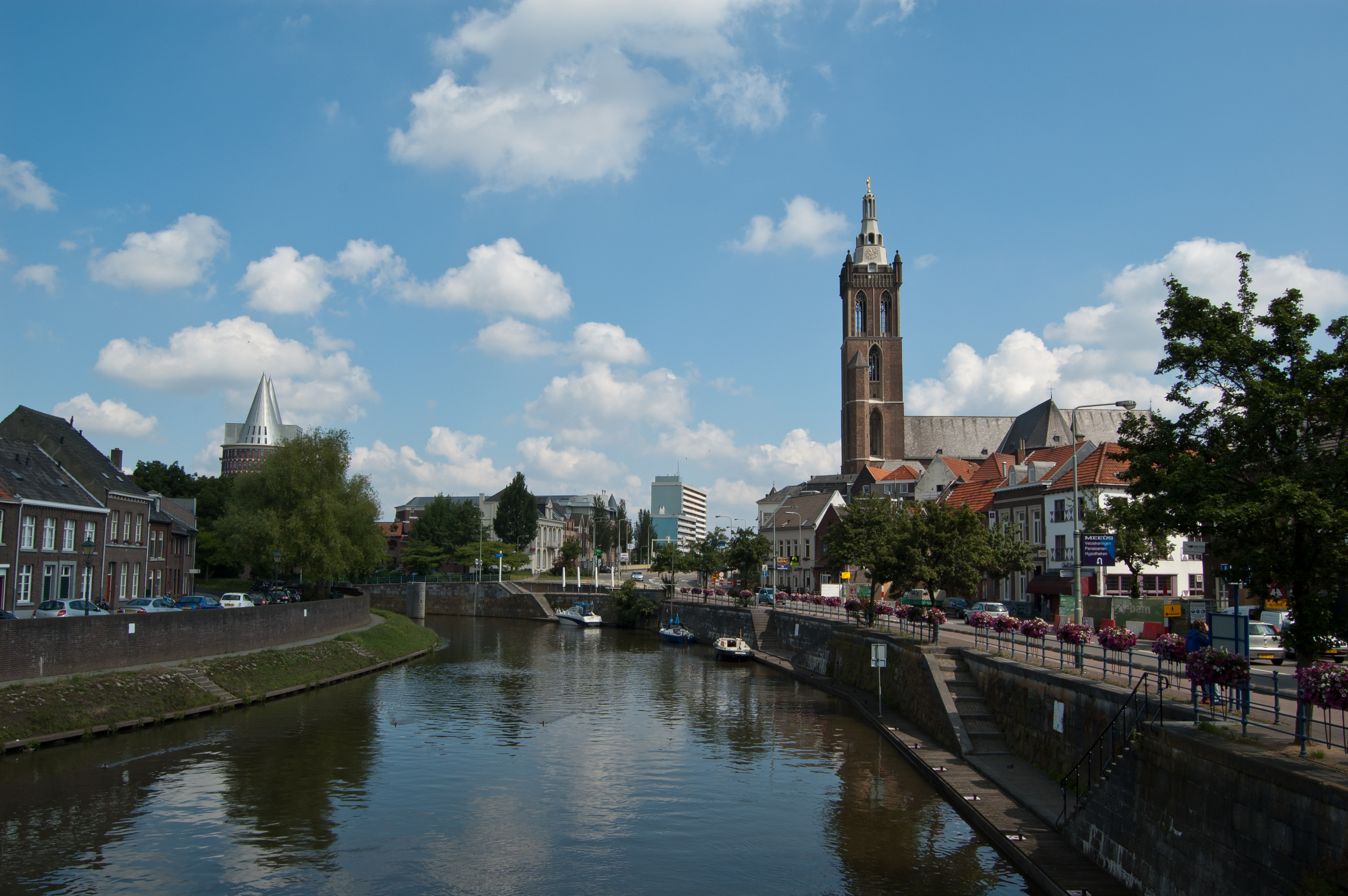
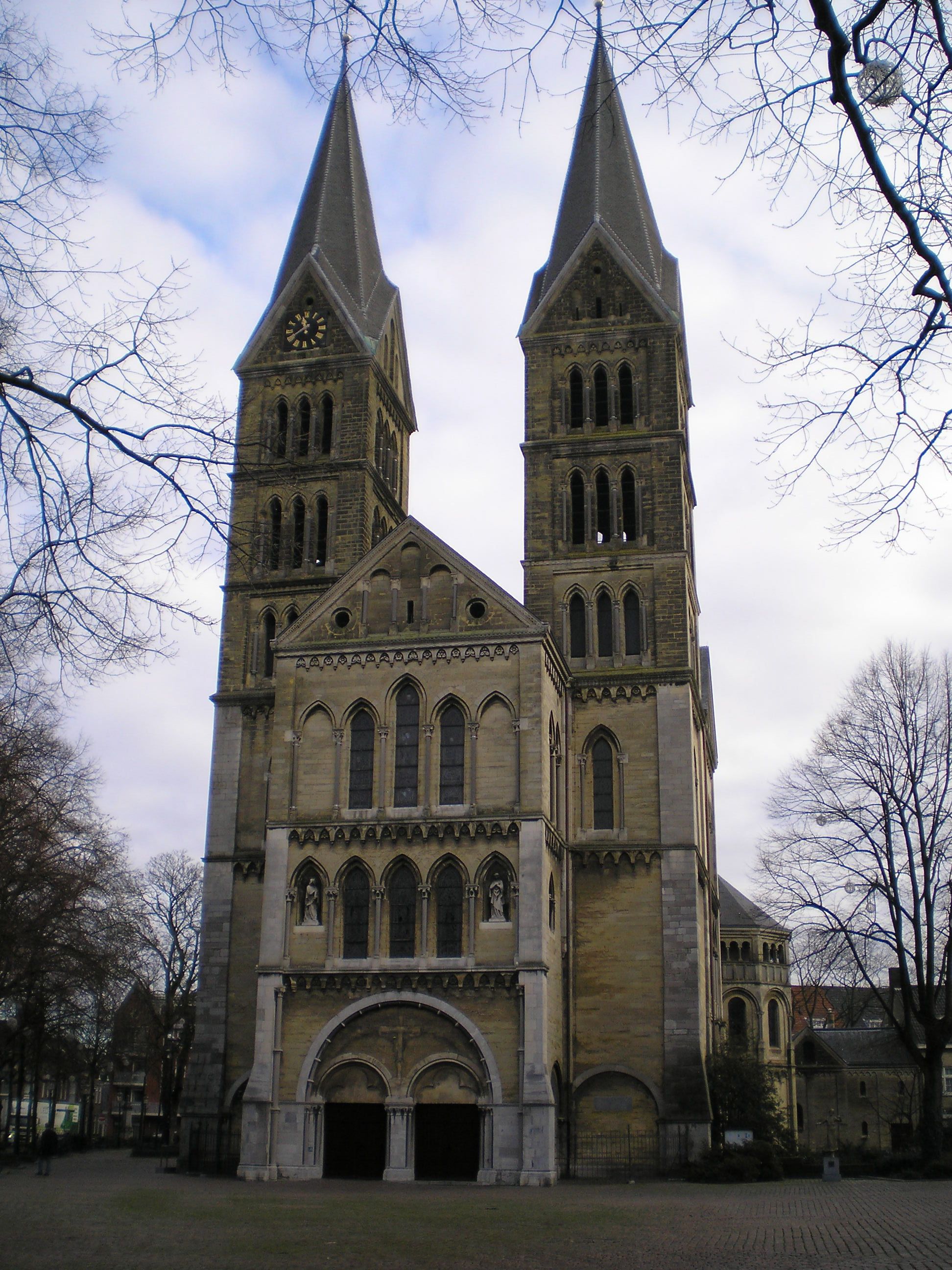